# Shat-chakra-nirupana

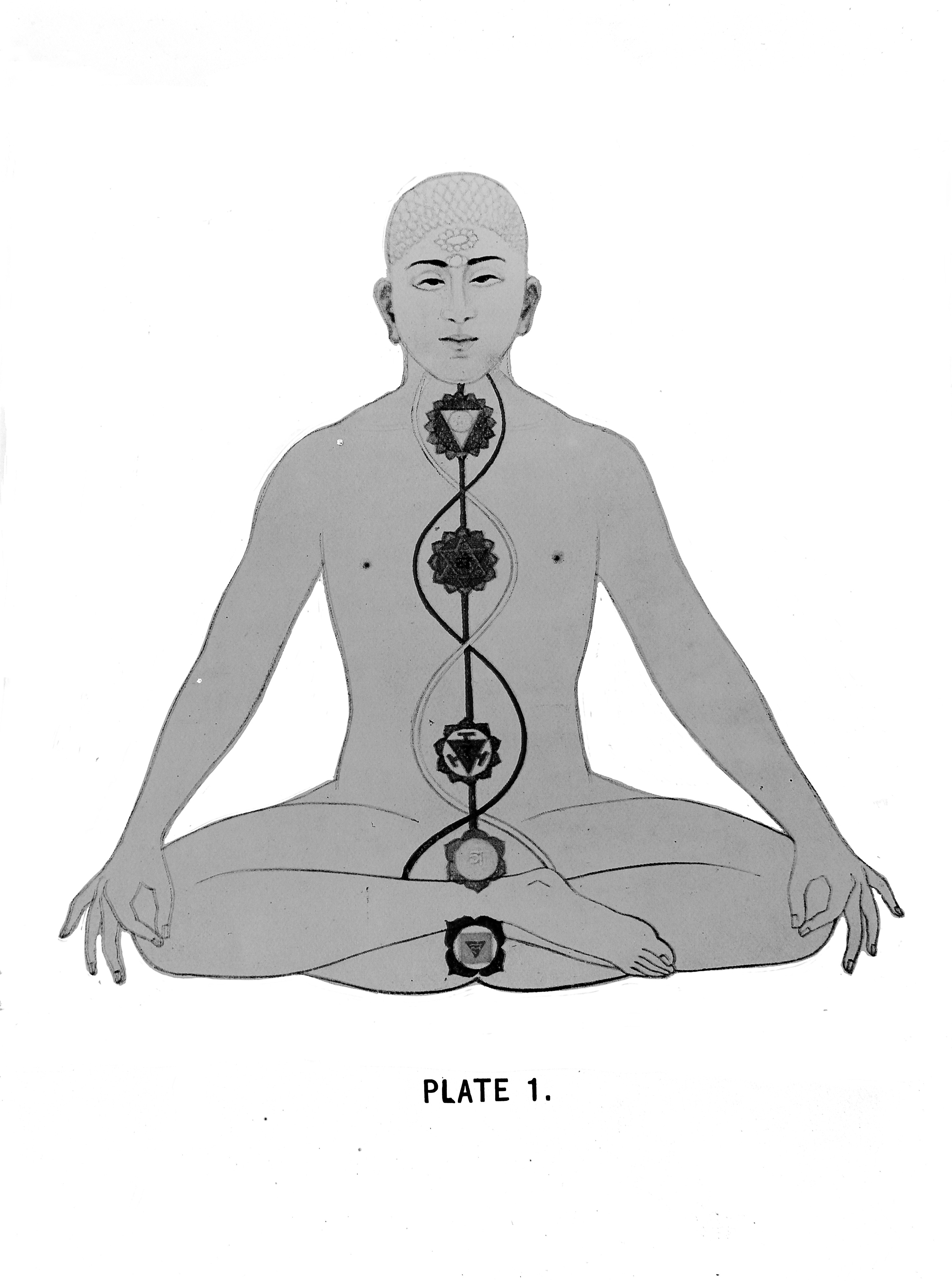
Los centros energéticos o chakras. Ilustración en la tercera edición del libro La serpiente de poder (1924) de John Woodroffe.

Shat-chakra-nirupana (en sánscrito: षट्चक्रनिरूपण, AITS: Ṣaṭcakranirūpaṇa, Ṣaṭ Cakra Nirūpaṇa) o Descripción de los seis chakras es un texto de la tradición religiosa tántrica Śrīvidyā del siglo XVI. Constituye el capítulo seis del Śrī Tattva Cintāmani escrito por Swami Purnananda en 1526.
Fue traducido al inglés y publicado bajo el título de The Serpent Power (El poder de la serpiente) por Arthur Avalon, seudónimo del juez indio británico Sir John Woodroffe en 1918. Gran parte de las concepciones modernas acerca de la kuṇdalinī, y el yoga tántrico hindú se basan en esa traducción.

## Etimología
Ṣaṭ-Cakra-Nirupaṇa se traduce como Descripción de los seis chakras:
- Shat-chakra (en sánscrito: षट्चक्र, AITS: ṣaṭcakra) que se traduce como 'los seis chakras'[3]
  - Shat (en sánscrito: षट्, AITS: ṣaṭ) significa 'seis'[4]
  - Chakra (en sánscrito: चक्र, AITS: cakra) significa 'rueda'[5][6]
- Nirupana (en sánscrito: निरूपण, AITS: nirūpaṇa) que se traduce como 'descripción'[7]

## Contenido
El Śrītattvacintāmani de Pūrņānanda consta de 26 capítulos sobre el tantrismo. El capítulo vi del libro corresponde al Ṣaṭcakranirūpaṇa (Descripción de los seis chakras).  Purnananda era del distrito bengalí de Mymensingh y discípulo de Brahmānanda Sarasvati, comentarista del Advaitasiddhi de Madhusūdana Sarasvatī.
El capítulo se inicia con un verso preliminar:

अथ तन्त्रानुसारेण षट् चक्रादि क्रमोद्वतः

उच्यते परमानन्दनिर्वाहप्रथमाङ्कुरः
Atha tantrānusāreṇa Ṣaṭ Cakradi kramodvataḥ

Ucyate paramānanda-nirvāha-prathamāṅkuraḥ
Ahora hablo del primer brote (de la planta yóguica) de la realización completa del Brahman, que ha de conseguirse, según los Tantras, por medio de los seis cakras y demás, en su orden apropiado.
Verso preliminar del Ṣaṭcakranirūpaṇa
Capítulo vi, Śrītattvacintāmani por Pūrņānanda.

Luego siguen 55 versos que describen los nadis, los siete chakras, la kundalini y su despertar:
- Versos 1 a 3: Descripción de los nāḍīs básicos
- Versos 4 a 13: Descripción del cakra mūlādhāra
- Versos 14 a 18: Descripción del cakra svādhiṣṭhāna
- Versos 19 a 21: Descripción del maṇipūra-cakra
- Versos 22 a 27: Descripción del anāhata-cakra
- Versos 28 a 31: Descripción del viśuddha-cakra
- Versos 32 a 39: Descripción del ājñā-cakra
- Versos 40 a 49: Descripción del sahasrāra-cakra
- Versos 50 a 55: Sobre la kuṇḍalinī y el despertar de la kuṇḍalinī[11]

## El poder de la serpiente
En enero de 1913 Sir John Woodroffe, un juez británico nacido en Calcuta, publicó bajo el seudónimo de Arthur Avalon el segundo volumen del libro Tantrik Texts (Textos tántricos) que incluía los textos en sánscrito Ṣaṭ-cakra-nirūpaṇa y Pādukā-pañcaka con comentarios de Taranatha Vaidyaratna.
Cinco años después, en septiembre de 1918, Woodroffe tradujo al inglés los versos y publicó la primera edición del libro The serpent power: being the Ṣaṭ-cakra-nirūpaṇa and Pādukā-pañcaka; two works on Laya-yoga. Utilizó, como ya había hecho anteriormente en 1913, el seudónimo de Arthur Avalon. El libro incluyó los dos textos del volumen ii del Tantrik Texts: el Ṣaṭ-cakra-nirūpaṇa (Descripción de los seis chakras) y de Pādukā-pañcaka (El escabel quíntuple del gurú). Este último libro es un texto breve escrito por Kālīcaraṇa, un comentarista del Ṣaṭ-cakra-nirūpaṇa cuyo gurú era Pūrņānanda.
La 'serpiente' en el título hace referencia a la kundalini: la forma de la omnipresente Sakti o energía divina que permanece dormida en el cuerpo humano hasta que las prácticas yóguicas la despiertan. Este libro popularizó el kundalini yoga en occidente. Fue comentado por indólogos como Wilhelm Hauer e incluido por Carl Gustav Jung en su libro La psicología del yoga kundalini (1932).